# Зоран Ћосић (глумац)
Зоран Ћосић (Мионица, 12. мај 1967) српски је позоришни, телевизијски и филмски глумац.

## Биографија
Зоран Ћосић је рођен у Мионици 12. маја 1967. године. Глуму је дипломирао 1992. године на Академији уметности у Новом Саду, у класи професора Петра Банићевића. Остварио је велики број улога на сценама Српског народног позоришта, Народног позоришта у Сомбору, Народног позоришта у Суботици, Народног позоришта у Нишу, Народног позоришта у Београду и Звездара театру.
Популарност је стекао тумачећи епизодне улоге у телевизијским серијама Срећни људи, Мој рођак са села, Бела лађа и Жене са Дедиња.
Има ћерку Наталију са супругом Нином, ћерком глумца Десимира Станојевића.

## Филмографија
| Год.       | Назив                       | Улога                    |
| ---------- | --------------------------- | ------------------------ |
| 1980-е     |                             |                          |
| 1989.      | Сабирни центар              | младожења                |
| 1990-е     |                             |                          |
| 1995−1996. | Срећни људи                 | инспектор Недељковић     |
| 2000-е     |                             |                          |
| 2000.      | (кратки филм)               |                          |
| 2002.      | Дуго путовање кроз ноћ      | човек                    |
| 2004.      | Си ту тимажин (кратки филм) | Макро                    |
| 2007.      | Понос Раткајевих            | Кнез Павле Карађорђевић  |
| 2008.      | Биро за изгубљене ствари    | Јерковић                 |
| 2008.      | Горки плодови               |                          |
| 2008−2011. | Мој рођак са села           | Неша                     |
| 2010-е     |                             |                          |
| 2011−2012. | Бела лађа                   | Звонимир Шулејић         |
| 2012.      | Возар (кратки филм)         |                          |
| 2013.      | Жене са Дедиња              | инспектор                |
| 2018.      | Пет                         | доктор                   |
| 2020-е     |                             |                          |
| 2020.      | Јунаци нашег доба           | Лаза Лазаревић “Луцифер” |
| 2020.      | Убице мог оца               | Ањин отац                |
| 2020.      | Игра судбине                | министар                 |
| 2021.      | Александар од Југославије   | редов Димитрије Марковић |
| 2022.      | Мала супруга                | Миодраг Хаџи-Орловић     |
| 2022.      | Комунистички рај            |                          |
| 2022.      | Клан (ТВ серија)            | Воја                     |
| 2023.      | Што се боре мисли моје      |                          |